# Iglesia de Nuestra Señora del Burgo
La iglesia de Nuestra Señora del Burgo es un templo católico situado en la localidad española de Alfaro, perteneciente a la comunidad autónoma de La Rioja.

## Historia y características
La construcción del edificio, que tuvo lugar sobre una antigua capilla del siglo XV, se inició en 1687 y se prolongó hasta mediados del siglo XVII. Se realizaron diversos arreglos durante el resto del siglo XVIII y de los siglos XIX y XX entre los que se encontró la restauración de la torre y el chapitel.
El templo, de estilo mayoritariamente clasicista y barroco, presenta planta de cruz latina con una nave de tres tramos y cabecera plana, una torre campanario barroca de cuatro cuerpos y dos portadas.
La iglesia, con expediente de bien de interés cultural incoado desde el 9 de septiembre de 2013, fue declarada BIC en la categoría de monumento el 19 de septiembre de 2014.

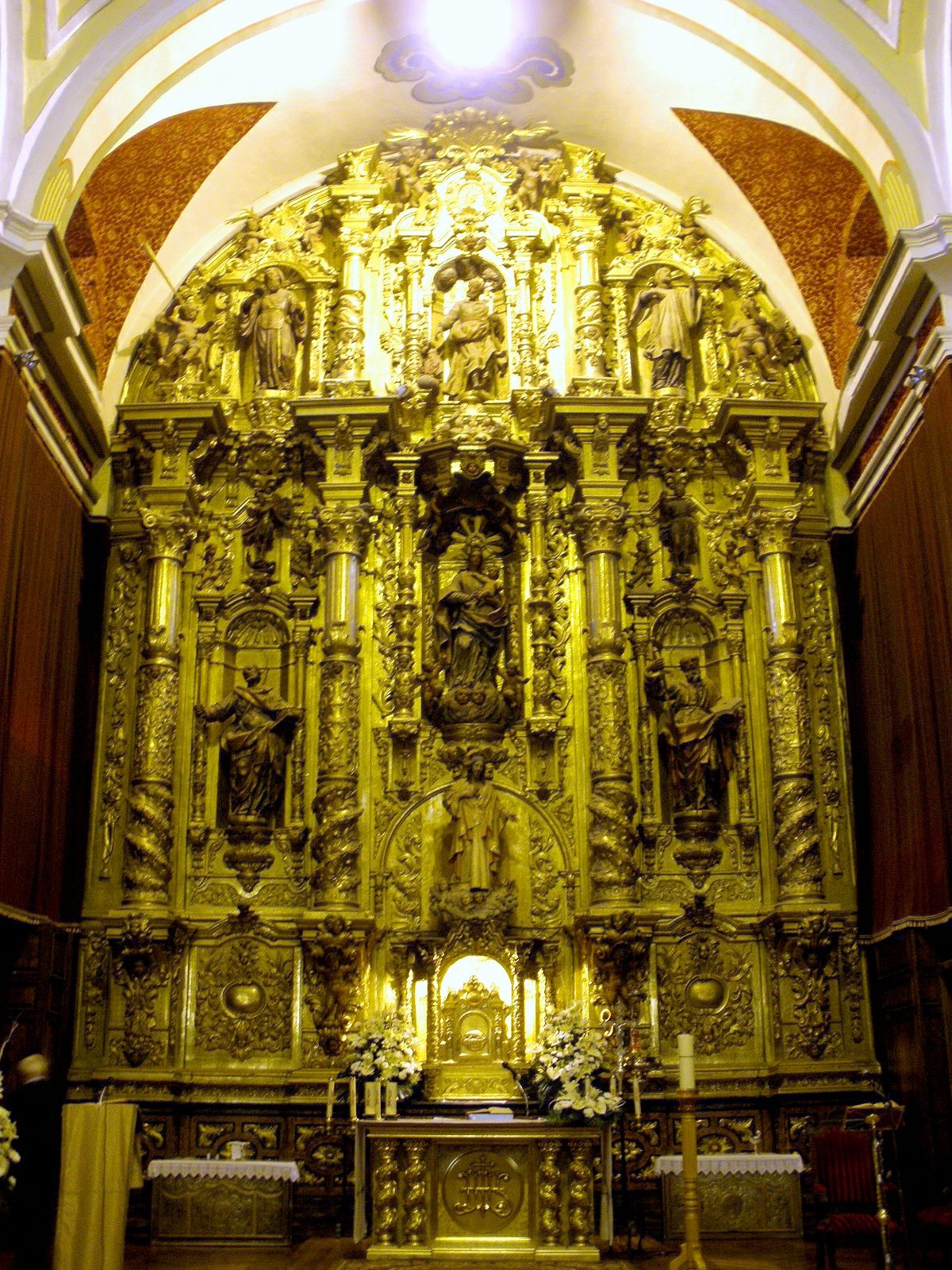
Retablo mayor, obra de Juan Francisco de Villanova
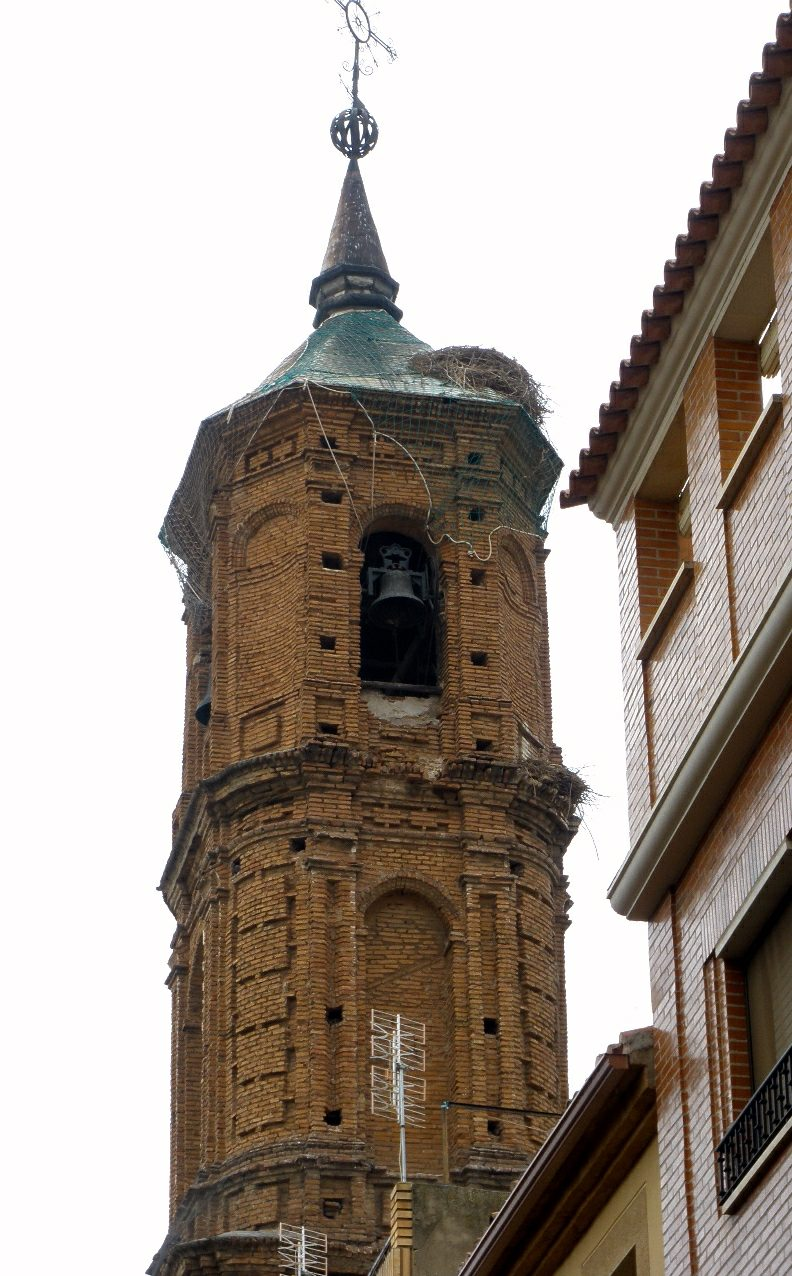
Detalle de la torre campanario y su chapitel
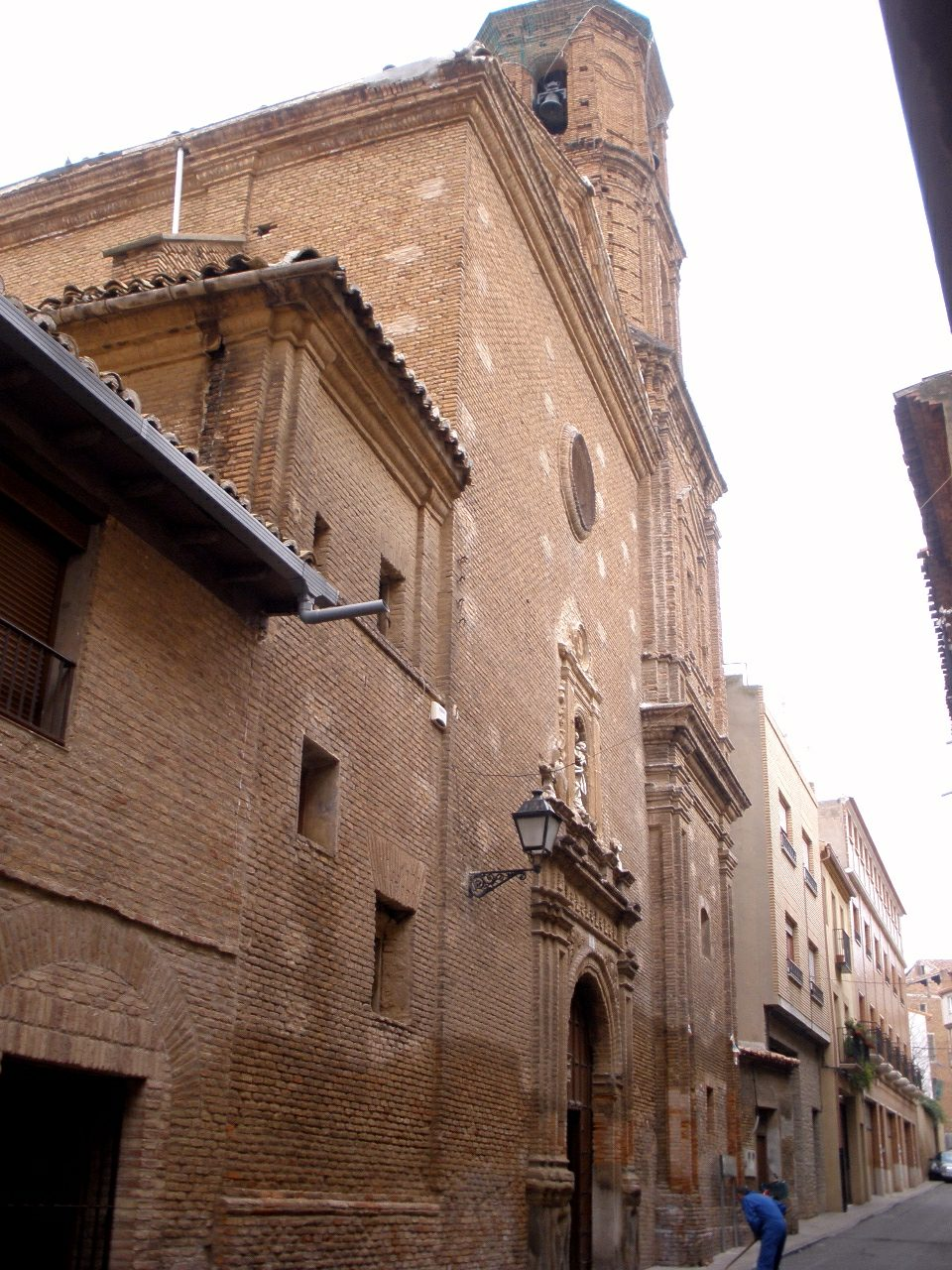
Fachada suroeste
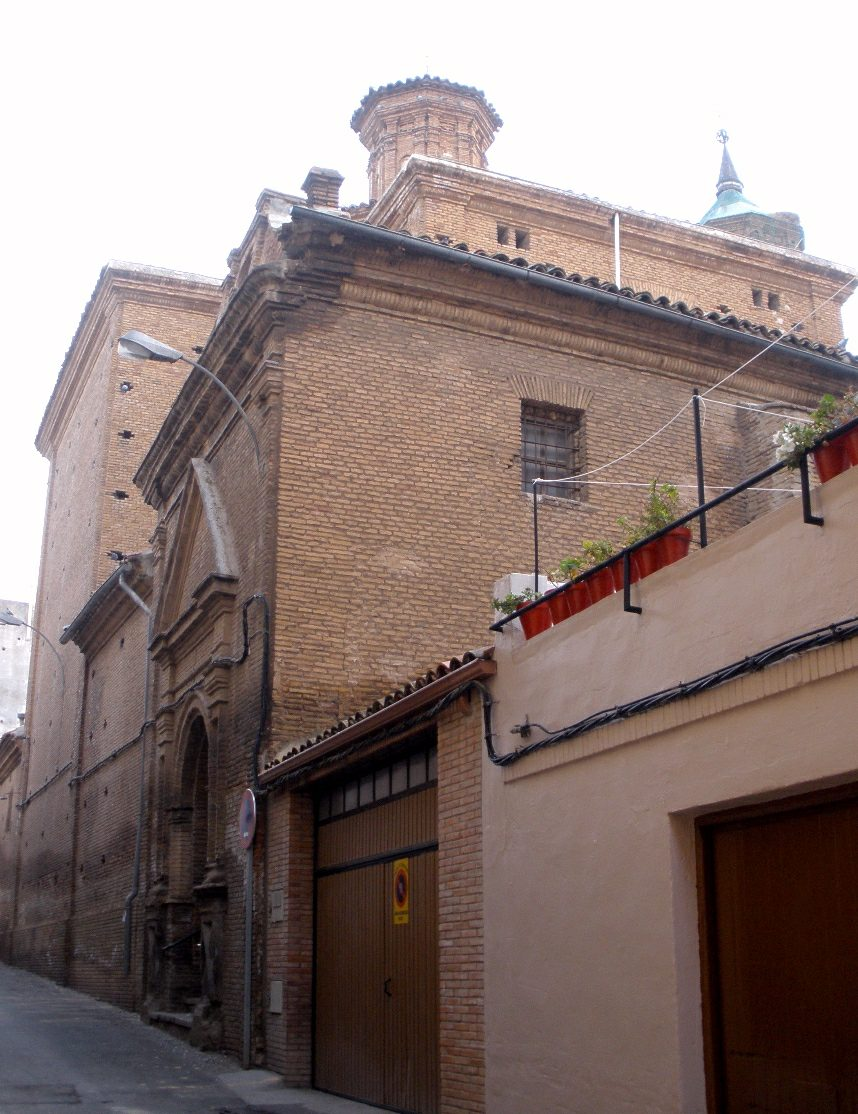
Fachada noreste
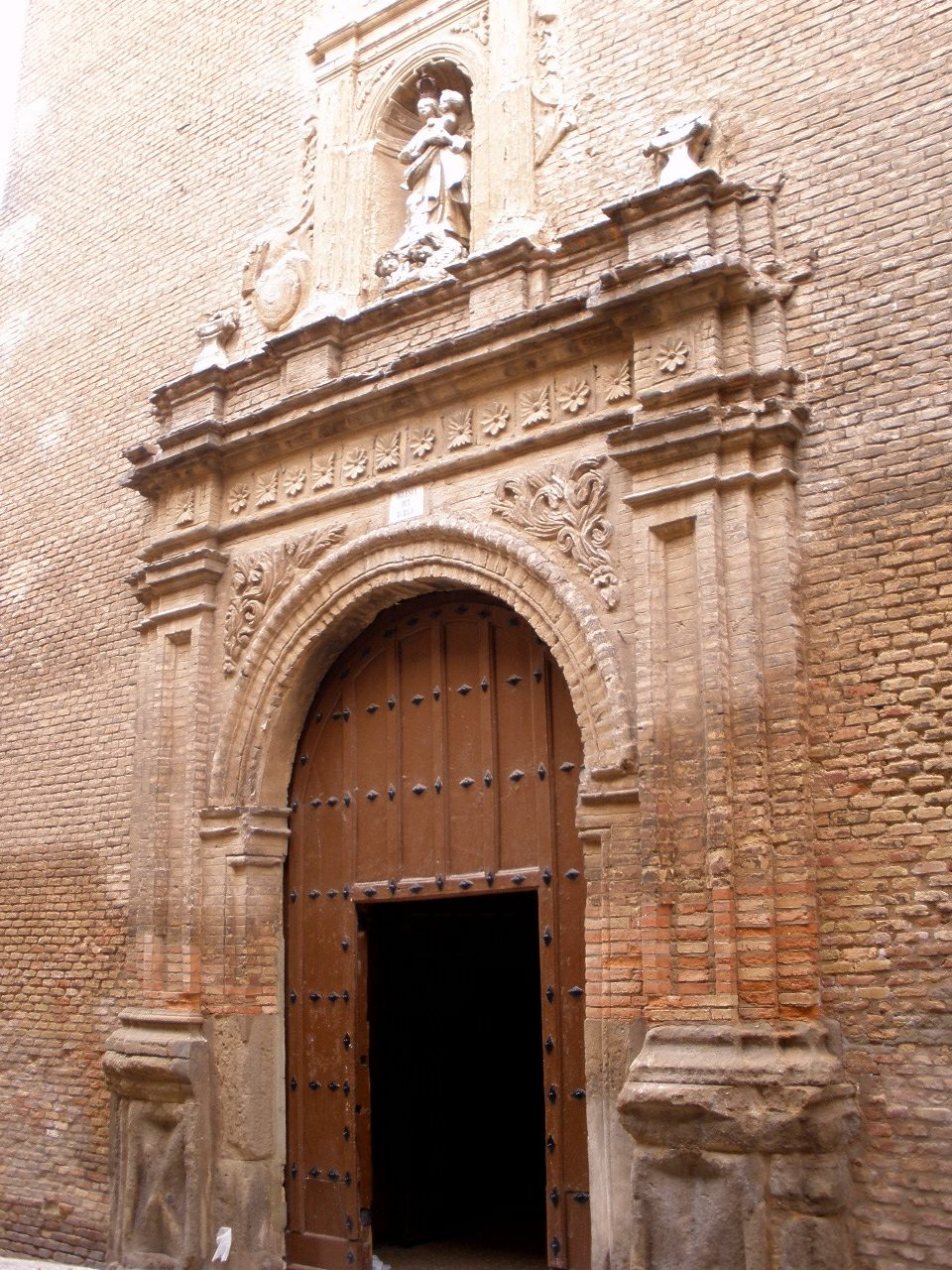
Portada de la fachada suroeste